# Freaky Fukin Weirdoz
I Freaky Fukin Weirdoz, (anche Freaky Fukin' Weirdoz e FFW) sono stati un gruppo tedesco di genere crossover/funk metal fondato nel 1988 attivo soprattutto negli anni novanta, originario di Monaco di Baviera.
È stato il primo gruppo tedesco ad essere identificato con questo genere.
Il loro stile era un crossover che mischiava elementi hardcore punk, funk e reggae. Nella carriera non riuscirono ad avere un grosso successo fuori dai confini nazionali e dai paesi limitrofi di lingua tedesca Austria e Svizzera dove fecero i loro tour principali e dove suonarono in molti festival.

## Carriera
La formazione originaria era composta da Christoph "Gringo" Jendruschewitz al basso e alla voce, dal cantante Thomas "A.K.A." Zdenek Kotala autore anche dei testi, Werner "Rif Kif" Ponikowski alla chitarra e Katharina Müller-Elmau alla batteria. Così formati esce nel 1989 l'album d'esordio omonimo per l'etichetta indipendente Sub Up Records. 
Nel 1990 pubblicano il secondo lavoro Weirdelic sempre per la Sub Up, il disco viene poi pubblicato nel Regno Unito ed in Francia per la Music for Nations. Nel 1991 partecipano al Bizarre Festival a Giessen.
Firmano per la RCA, entra nel gruppo il batterista Marco Minnemann e realizzano nel 1992 l'album Senseless Wonder che viene considerato il loro migliore e a cui segue un tour che ha toccato varie date in Germania ed Austria.
Nel 1994 esce un secondo album per la RCA, Mao Mak Maa, con la stessa formazione. Dall'album viene estratto il singolo  Hit Me (With Your Rhythm Stick), brano di Ian Dury reinterpretato con la partecipazione di Nina Hagen che entra in rotazione televisiva e a cui segue un tour con date in Germania, Austria e Svizzera.
Terminato il contratto con la RCA il gruppo realizza nel 2005 un primo album Culture Shock per una piccola etichetta.
Il primo maggio del 1996 suonano dal vivo nella Marienplatz di Monaco di Baviera.
Nel 1998 il batterista Marco Minnemann esce dal gruppo per proseguire per una lunga carriera da solista. 
Sempore nel 1998 pubblicano l'album Hula! per la Facedown sussidiaria della Edel Group, lavoro valutato al tempo con un suono già un po' troppo obsoleto.
Dopo questo lavoro si scarso successo il gruppo si sciolse nel 2002, riprese temporaneamente l'attività con l'incisione dell'album Oh My God nel 2009. 

## Formazione
- Christoph "Gringo" Jendruschewitz (basso, voce)
- Thomas "A.K.A." Zdenek Kotala (voce, composizione)
- Werner "Rif Kif" Ponikowski (chitarra)
- Katharina Müller-Elmau (batteria) (1988-1989)
- Marco Minnemann (batteria) (1990-1998)
- Ben Esen (basso) (1998-1998)

## Discografia

### Album
- 1989 - Freaky Fukin Weirdoz - (Sub-Up Records)
- 1990 - Weirdelic - (Sub-Up Records/Music for Nations)
- 1992 - Senseless Wonder - (RCA)
- 1994 - Mao Mak Maa - (RCA)
- 1995 - Culture Shock - (Enjoy Records)
- 1998 - Hula! - (Facedown)
- 2009 - Oh My God - (Rocking Ape)

### Raccolte
- 2007 - Best of Six

### EP
- 1991 - Extra Play

### Singoli
- 1992 - Peggy Sue / Killer - (Maxi)
- 1994 - Hit Me - (With Your Rhythm Stick) – feat. Nina Hagen
- 1994 - Sticky Weed - (Maxi)
- 1995 - Respect
- 1996 - Get Ya Brains Blown
- 1998 - Surfin' Bird - (Maxi)
- 1998 - Chaos

### Partecipazione a compliation
- 1992 - The Best of Bizarre Festival con il brano Holy & Girly